# 沖縄県立陽明高等学校
沖縄県立陽明高等学校（おきなわけんりつ ようめいこうとうがっこう）は、沖縄県浦添市大平にある全日制総合学科の県立高等学校。沖縄県立陽明高等支援学校と敷地及び校舎の一部を共用している。

## 概要
1979年に沖縄県立大平高等学校として創立。1995年の総合学科設置と同時に現校名に改称された。

## 沿革
- 1979年 - 沖縄県立大平高等学校として創立。普通科および家政科を設置。
- 1992年 - 家政科募集停止。
- 1994年 - 家政科廃止。
- 1995年 -  沖縄県立陽明高等学校に改称。普通科募集停止。総合学科設置。
- 1997年 - 普通科廃止。
- 2000年 - 介護福祉科設置。
- 2014年 - 介護福祉科募集停止。敷地内に沖縄高等特別支援学校陽明分教室を設置。
- 2016年 - 介護福祉科廃止。沖縄高等特別支援学校陽明分教室が改組され、沖縄県立陽明高等支援学校となる。

## 設置学科
- 全日制
  - 総合学科
    - 人文科学系列
    - 自然科学系列
    - キャリアサポート系列

### 過去に存在した学科
- 普通科
- 家政科
- 介護福祉科

## 著名な卒業生
- 安里繁信 - シンバホールディングス取締役会長
- かでかるさとし - タレント・ミュージシャン（ニーニーズ）
- 仲里幸広 - タレント・ミュージシャン（ニーニーズ）
- 若丸 - ヲタ芸・2018年日本代表（現Fly-N所属）
- 壱・センチャイジム (本名: 与那覇壱世) - プロ格闘家